# Cheirodon pisciculus
Cheirodon pisciculus är en fiskart som beskrevs av Girard, 1855. Cheirodon pisciculus ingår i släktet Cheirodon och familjen Characidae. IUCN kategoriserar arten globalt som otillräckligt studerad. Inga underarter finns listade i Catalogue of Life.